# Stylops gwynanae
Stylops gwynanae  (лат.) — вид веерокрылых насекомых рода Stylops из семейства Stylopidae. Европа.
Паразиты пчёл вида Andrena bicolor Kirby (Andrena, Andrenidae).
Вид был впервые описан в 1928 году польскими энтомологами Дж. Носкиевичем и Дж. Полужинским (Noskiewicz J. & Poluszynski G.) и именован по видовому названию пчелы-хозяина.